# عين السوداء (فلسطين)
عين السوداء (بالعبرية: עין חוגה‏) - تلفظ : عين حوغا بالعبرية) هو نبع مياه يقع حوالي 4 كيلومتر (2 ميل) شمال شرق مدينة بيسان ، وشرق قرية الحميدية الفلسطينية المهجرة (التي أقيمت بجانب أراضيها كيبوتس حماديا). يعتبر نبع المياه هذه من أهم مصادر المياه في وادي بيسان .
إلى الجهة الشرقية من نقطة وجود النبع، توجد بقايا لقرية من العصر الحجري الحديث .